# Теобальд Мішо
Теобальд Мішо (фр. Théobald Michau, 1676, Турне — 1765, Антверпен) — фламандський художник валлонського походження. Учень Л. Ахтсхеллінка. Писав пейсажи з фігурами.

## Біографія
Теобальд Мішо народився 1765 року у місті Турне, що в той час належав Франції. У віці 10 років він став учнем у Брюсселі у фламандського художника Л. Ахтсхеллінка. 1698 року він став головою Брюссельської гільдії художників. Переїхав до Антверпену, де 1710 року був обраний членом гільдії Антверпена.

## Критика
Т. Мішо писав пейзажі та веселі анекдотичні сцени. Його творчість не відзначається великими інноваціями; на стилі його робіт відчувається вплив фламандських майстрів пейзажів 17 ст. Ван Бута, Д. Тенірса молодшого та Яна Брейгеля старшого.

## Галерея

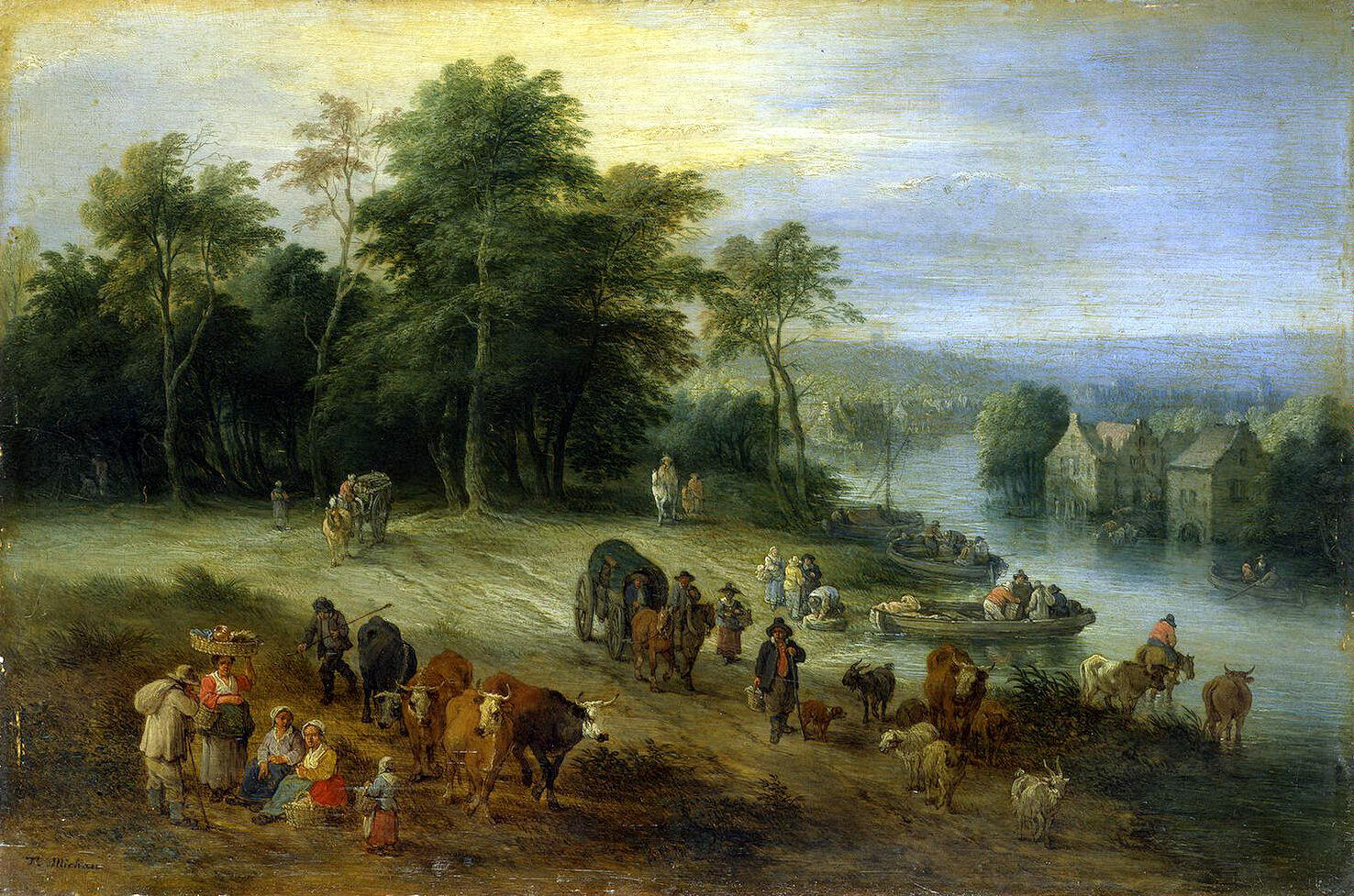
Біля переправи
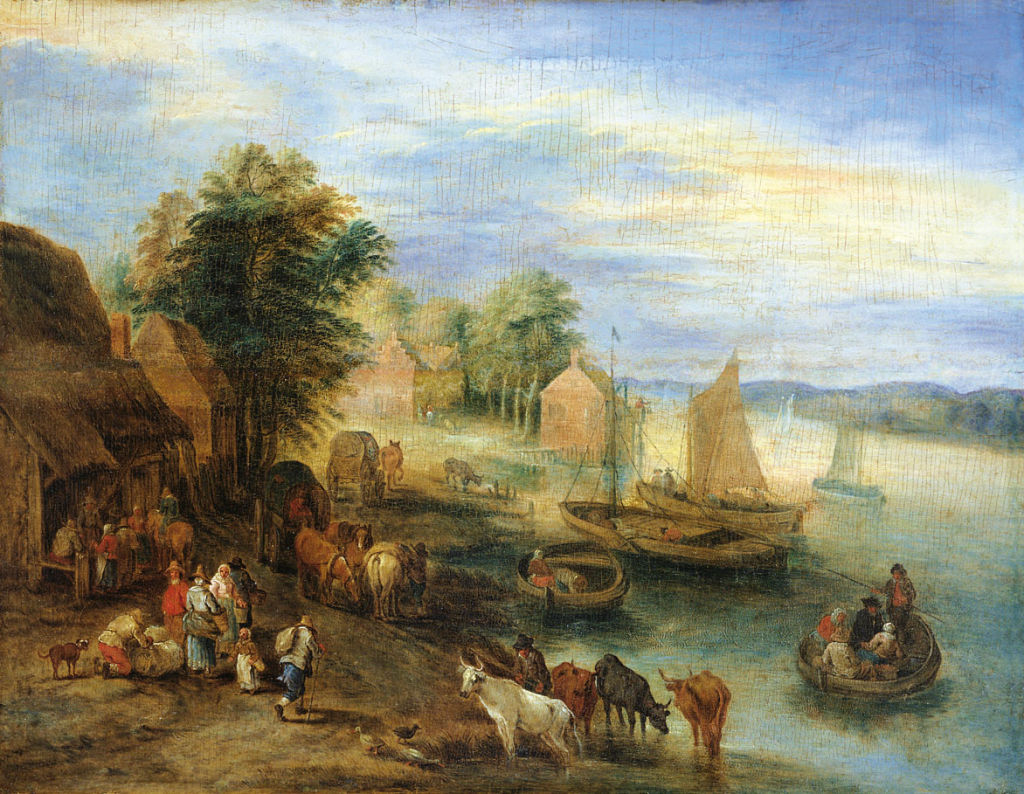
Пейзаж з фігурами
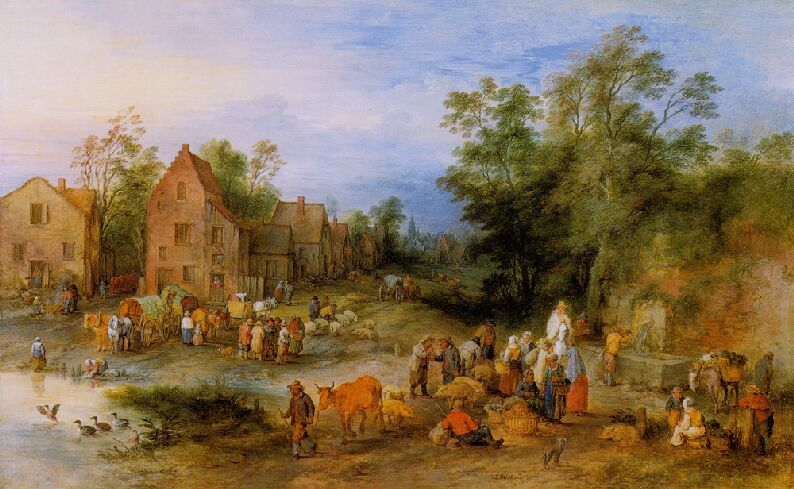
На окраїні міста